# 五鳳 (夏)
五鳳（ごほう）は、中国、隋末に自立した政権として夏政権を樹立した竇建徳によって使用された年号。618年 - 621年。

## 西暦との対照表
| 五鳳 | 元年  | 2年   | 3年   | 4年   |
| 西暦 | 618年 | 619年 | 620年 | 621年 |
| 干支 | 戊寅  | 己卯  | 庚辰  | 辛巳  |